# Неравенство на Бернули
Неравенството на Бернули гласи, че за всяко реално {\displaystyle x\geq -1} и всяко естествено число {\displaystyle n} е в сила:
{\displaystyle (1+x)^{n}\geq 1+nx}
Неравенството на Бернули се използва често като решаваща стъпка при доказването на други математически неравенства. Само по себе си, то може да се докаже чрез математическа индукция.
Неравенството носи името на швейцарския математик Якоб Бернули. Той го публикува първи в трактата си „Positiones Arithmeticae de Seriebus Infinitis“ от 1689 г., където го използва често.